# ساقی بیا که یار ز رخ پرده برگرفت
غزلی با مطلعِ «ساقی بیا که یار ز رخ پرده برگرفت» غزل شمارهٔ ۸۶ از دیوانِ حافظ در تصحیحِ محمد قزوینی و قاسم غنی است.

## در دیگر آثار هنری
دو قطعهٔ خوشنویسی اثر جعفر بایسنقری متعلق به نیمهٔ نخست سدهٔ ۹ ه‍.ق در یکی از مرقع‌های یعقوب‌بیک آق‌قویونلو به شماره‌های ۲۱۵۳ و به‌سال ۸۸۳–۸۹۶ ه‍.ق/۱۴۷۸–۱۴۹۰ م موجود است. این مرقع در کتابخانهٔ توپکاپی‌سرای استانبول نگهداری می‌شود. این دو قطعه شامل بیت‌هایی از غزل‌های «روی تو کس ندید و هزارت رقیب هست / در غنچه‌ای هنوز و صدت عندلیب هست» و «ساقی بیا که یار ز رخ پرده برگرفت / کار چراغ خلوتیان باز درگرفت» است.